# Rue Toussaint-Féron
La rue Toussaint-Féron est une voie située dans le quartier de la Maison-Blanche du 13e arrondissement de Paris, en France.

## Situation et accès

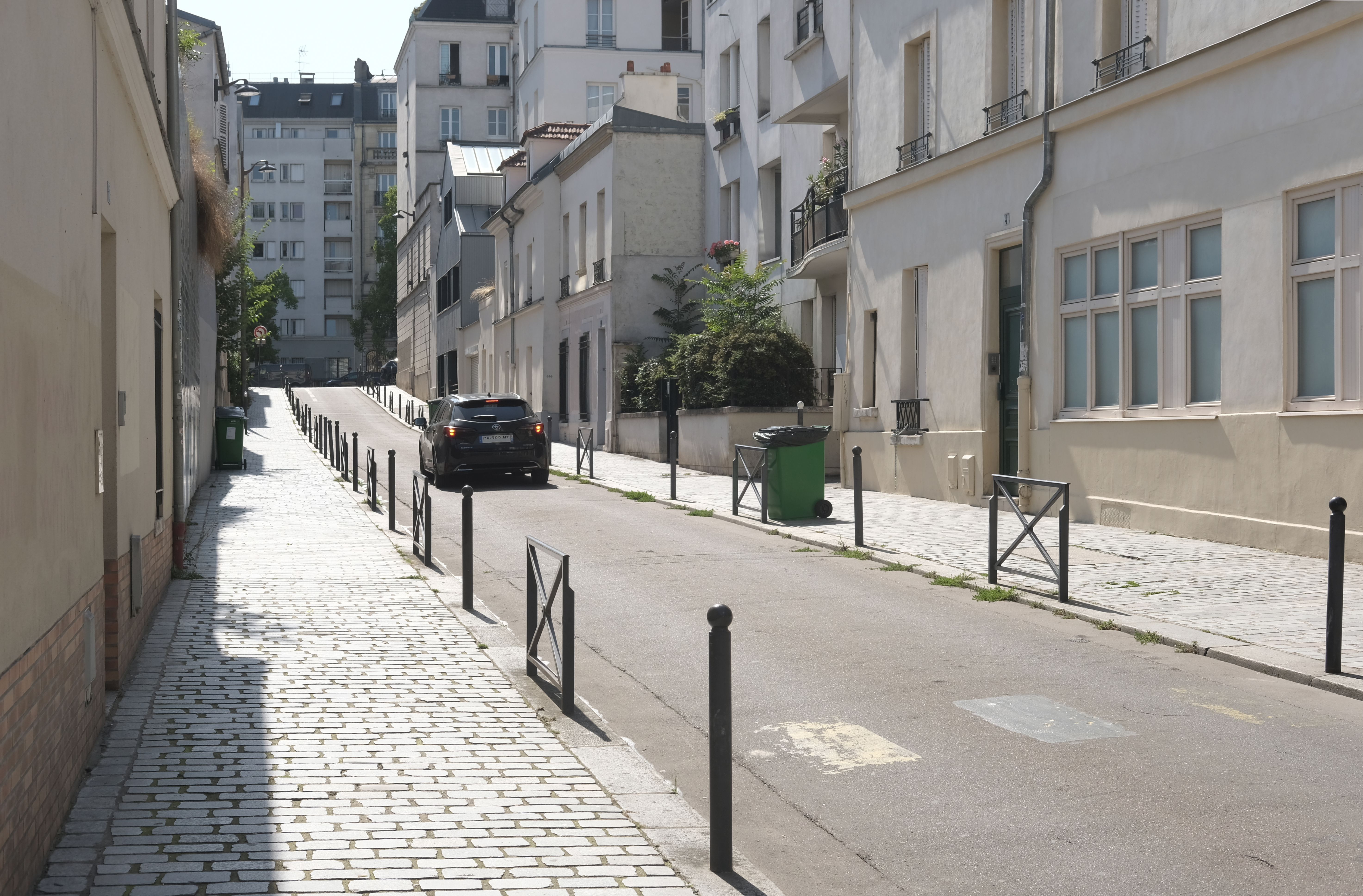
La rue Toussaint-Féron en 2024.

Cette courte voie, d'environ 100 mètres, relie l'avenue de Choisy à l'avenue d'Italie.

## Origine du nom
Elle doit son nom à un propriétaire local.

## Historique
La voie est classée le 23 mai 1863 sous le nom de « passage Toussaint-Féron » et prend sa dénomination actuelle le 1er février 1877. 